# Rifugio Del Freo
Il rifugio Del Freo - Pietrapana, meglio noto come rifugio Del Freo, è un rifugio situato nel comune di Stazzema (LU), presso la Foce di Mosceta, nelle Alpi Apuane, a 1.180 m s.l.m.
Il rifugio è di proprietà del CAI, sezione di Viareggio, che lo ha inaugurato nel 1950. È una delle tappe del Sentiero Italia nella variante che attraversa le Alpi Apuane.  
Il rifugio ha ricevuto il riconoscimento di "Esercizio consigliato dal Parco per le sue scelte eco-compatibili". 

## Storia
L'allora presidente del CAI di Viareggio, Cesare Gaddi, cominciò nel 1937 a ipotizzare la costruzione di un rifugio presso la Foce di Mosceta, ai piedi del Gruppo delle Panie, ma esso fu progettato solo nel 1948 sotto il presidente, il prof. Giuseppe Del Freo. 
L'edificio viene inaugurato nel 1950 e nel 1952 diventa campo base per il soccorso alpino. 

## Accessi
- Levigliani - sentiero CAI nº 9, 1 ora e 30 minuti
- Retignano - sentiero CAI nº 123
- Piglionico - sentiero CAI nº 123 e sentiero CAI nº 9
- Pruno - sentiero CAI nº 122, 1 ora e 30 minuti
- Tre Fiumi - sentiero CAI nº 128
- Fociomboli - sentiero CAI nº 11, 1 ora
- Isola Santa - sentiero CAI nº 9
- Rifugio Rossi - sentiero CAI nº 126

## Ascensioni
- Gruppo delle Panie - da 2 ore a 3 ore e 30 minuti
- Monte Corchia - 1.677 m s.l.m., 1 ora
- Monte Forato - 1.230 m s.l.m., 2 ore e 30 minuti